# Dóczy Orbán

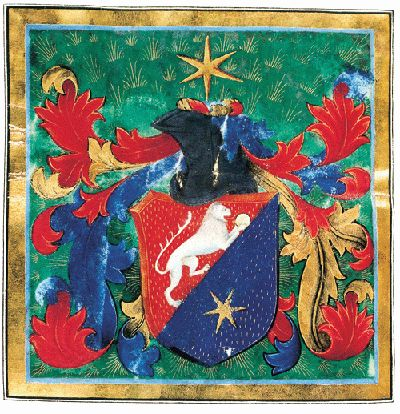
Nagylucsei Dóczi Orbán címere

Nagylucsei Orbán, vagy Nagylucsei Dóczi Orbán (Nagylucse, ? - Eger, 1491. október 21.) püspök, kincstartó. Nevét régebbi történeti irodalmunkban Dóczy néven is említik.

## Életpályája
A Csallóközben, kisnemesi családban Bodóvári Fülöp Pozsony vármegyei jobbágy fiaként született. Előbb kancelláriai deák, 1468-tól jegyző, majd 1470-ben Ernuszt János familiárisaként kincstartói szolgálatba lépett. Rendkívüli munkabírásával, szorgalmával és leleményességével hamarosan Mátyás király egyik legbefolyásosabb embere, a központosító monarchia pénzügyi vezető tisztviselője lett. 1472-ben már budai kanonok, 1472- től 1478-ig alkincstartó, 1473 – 74-ben az esztergomi Szent Tamás-káptalan prépostja, 1474-től 1481-ig a fehérvári Szent Miklós-káptalan prépostja, 1478-ban só- és bányakamarai-ispán, 1479-től 1490-ig kincstartó, 1481-től győri, 1486-tól 1491-ig egri püspök volt.
Jutalmul Mátyás királytól hatalmas birtokadományokat, 1478-ban nemességet és címert (1480) kapott, 1487 – 1490 között már a bécsi püspökség kormányzója lett.
1487-től nádori delegált bíróként teljes nádori jogkört gyakorolt, 1488-tól pedig Mátyás király helytartója lett.
Mátyás halálakor teljes nádori hatáskörrel Corvin Jánossal szemben II. Ulászló mellé állt.

## Munkássága
Mátyást háborús költségeinek előteremtésében is hűségesen támogatta. 
Győrben befejezte a székesegyház gótikus átépítését.
1483-ban megerősítette a bánfalvi pálos kolostor alapítását. Egerben bővítette a székesegyházat, később itt is temették el.
Galeotto Marzio is említette műveltségszeretetét, könyveit: Ficinus Platón-kommentárja, Plinius híres emberekről szóló munkája és egy 1480: nyomtatott, díszesen festett Biblia (őrzési helye Bécs), egy psalterium (Bp.), egy hóráskönyv (Windsor).